# Gabriel Bocca
Pour les articles homonymes, voir Bocca.
Pas d'image ? Cliquez ici

a Compétitions nationales et continentales officielles uniquement.

b Matchs officiels uniquement.
Gabriel Bocca, né le 15 juin 1977 à Buenos Aires (Argentine), est un joueur international argentin de rugby à XV qui a évolué au poste de pilier.

## Biographie
Il a évolué également en Italie au Rugby Calvisano.
En 2019, il devient entraîneur des avants de l'AS Béziers, après avoir été intervenant pour le secteur de la mêlée la saison précédente. En janvier 2020, Pierre Caillet, directeur adjoint du centre de formation de l'ASBH, est nommé entraîneur en charge les lignes avant et la touche. Gabriel Bocca se recentre alors sur la mêlée.

## Carrière

### Clubs successifs
Joueur
- 2001-2009 : Rugby Calvisano
- 2009-2010 : London Wasps
- 2010-2011 : Rugby Club I Cavalieri Prato
- 2011-2014 : AS Béziers

Entraîneur
- 2018-2019 : RO Agde
- 2019-2020 : AS Béziers

| Saison      | Club       | Division | Poste  | Classement                | Coupe d'Europe | Challenge européen |
| ----------- | ---------- | -------- | ------ | ------------------------- | -------------- | ------------------ |
| 2019 - 2020 | AS Béziers | Pro D2   | Avants | 9e (arrêt du championnat) | -              | -                  |

### En équipe nationale
Gabriel Bocca a connu 2 sélections internationales en équipe d'Argentine depuis 1998.
Il a eu sa première cape le 15 septembre 1998 contre l'équipe du Japon.

## Palmarès
- 2 sélections en équipe d'Argentine
- Sélections par saison : 2 en 1998.